# Gare de Docelles - Cheniménil
La gare de Docelles - Cheniménil est une gare ferroviaire française (fermée) de la ligne d'Arches à Saint-Dié, située sur les territoires des communes de Docelles et de Cheniménil, dans le département des Vosges, en région Grand Est.
C'était une halte voyageurs de la Société nationale des chemins de fer français (SNCF). Elle est désormais fermée à tout trafic.

## Situation ferroviaire
Établie à 377 mètres d'altitude, la gare de Docelles - Cheniménil est située au point kilométrique (PK) 7,853 de la ligne d'Arches à Saint-Dié, entre la gare fermée de Jarménil et la halte également fermée de Deycimont.

## Histoire
La station de Docelles-Cheniménil est ouverte par la société anonyme du chemin de fer de la Vologne le 3 novembre 1869, simultanément à l'ouverture de la section d'Arches à Bruyères de la ligne d'Arches à Laveline. Cette ligne passe sous la responsabilité de la compagnie des chemins de fer de l'Est en 1881.
On y livre en particulier du kaolin provenant de Calais et de Dunkerque, utilisé notamment par les papeteries de Docelles.
Le 29 janvier 1913, sont déclarés d'utilité publique les travaux à effectuer pour l'agrandissement des installations de la petite vitesse. Ces travaux ont semble-t-il démarré dès 1911, et seraient liés à la création de la filature de Cheniménil.
À l'occasion de la mise en œuvre des mesures de coordination des transports en 1938, le service routier réalisé par l'entreprise Pierre de Tendon est maintenu ; il assurait deux allers-retours quotidiens entre Tendon et la gare de Docelles-Cheniménil (3 les dimanches et fêtes). Les mercredis et samedis, un de ces allers-retours était prolongé jusqu'à Épinal via La Baffe.
Le 25 septembre 1944, dans l’après-midi, trois Allemands sont venus, en side-car, à la gare de Docelles-Cheniménil. Ils ont dynamité l’aiguillage sur la voie principale ainsi que la grue dans la cour aux marchandises. Puis, ils ont saccagé le bureau, notamment le téléphone, le transmetteur Jousselin, la pendule, le casier à billets… Le lendemain, en fin de matinée, les Américains libéraient le village.
La gare était desservie par Fret SNCF jusqu'en 2011, à l'embranchement de la société TMF situé à proximité. Le fret comprenait essentiellement de la pâte à papier pour la papeterie de Docelles. Le trafic fut transféré, initialement par voie fluviale et routière.
Le 21 décembre 2018, circule le dernier train de voyageurs ; à compter du lendemain, la desserte de la ligne par des trains TER, et donc de cette halte SNCF, est interrompue ; elle est remplacée par une substitution routière (autocars effectuant principalement la liaison TER Grand Est Épinal – Saint-Dié-des-Vosges). Les travaux réalisés entre 2019 et 2021 simplifient les installations de la gare, supprimant la deuxième voie à quai et les voies de débord inutilisées depuis la suspension du trafic marchandises. Les quais sont démolis. La réouverture de la ligne, le 12 décembre 2021, ne s'accompagne donc pas de la remise en service de la halte, même si elle reste souhaitée par certains acteurs locaux.

## Fréquentation
Source des données : 
- 1885 à 1894 : Rapports auprès du conseil général, dont « Rapports et délibérations / Département des Vosges, Conseil général », sur Gallica, août 1887 (consulté le 6 mars 2022)
- 1931 : Compagnie des Chemins de fer de l'Est / Assemblée générale ordinaire des actionnaires du 19 avril 1932 / Nombre de voyageurs et de tonnes de marchandises par station (pages 110 à 131) / Imprimerie Paul Dupont / Paris / 1932[7]
- 2015-2020 : OpenData SNCF[1]

## Galerie de photographies

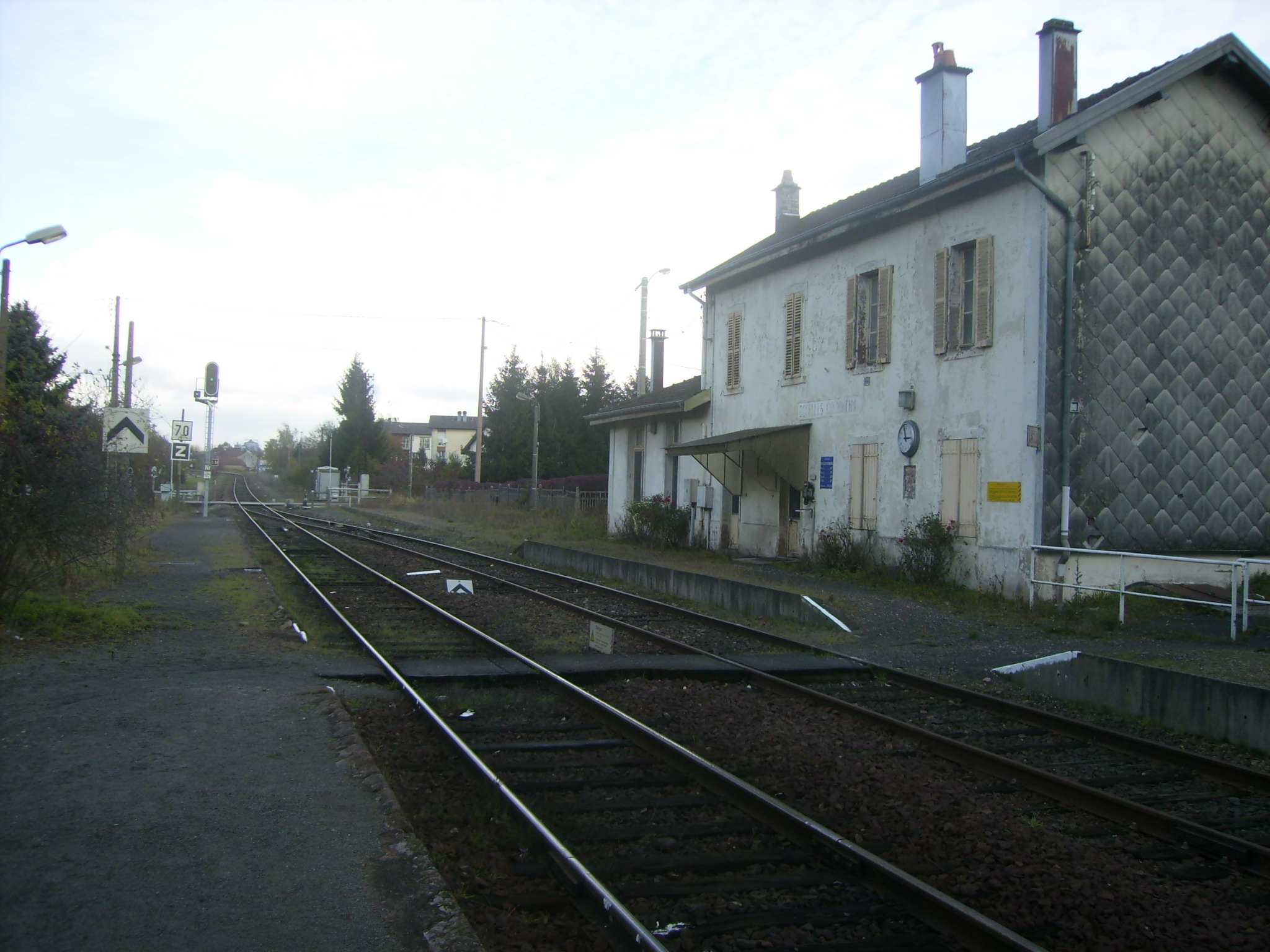
Direction Saint-Dié-des-Vosges, avant les travaux de simplification de 2020
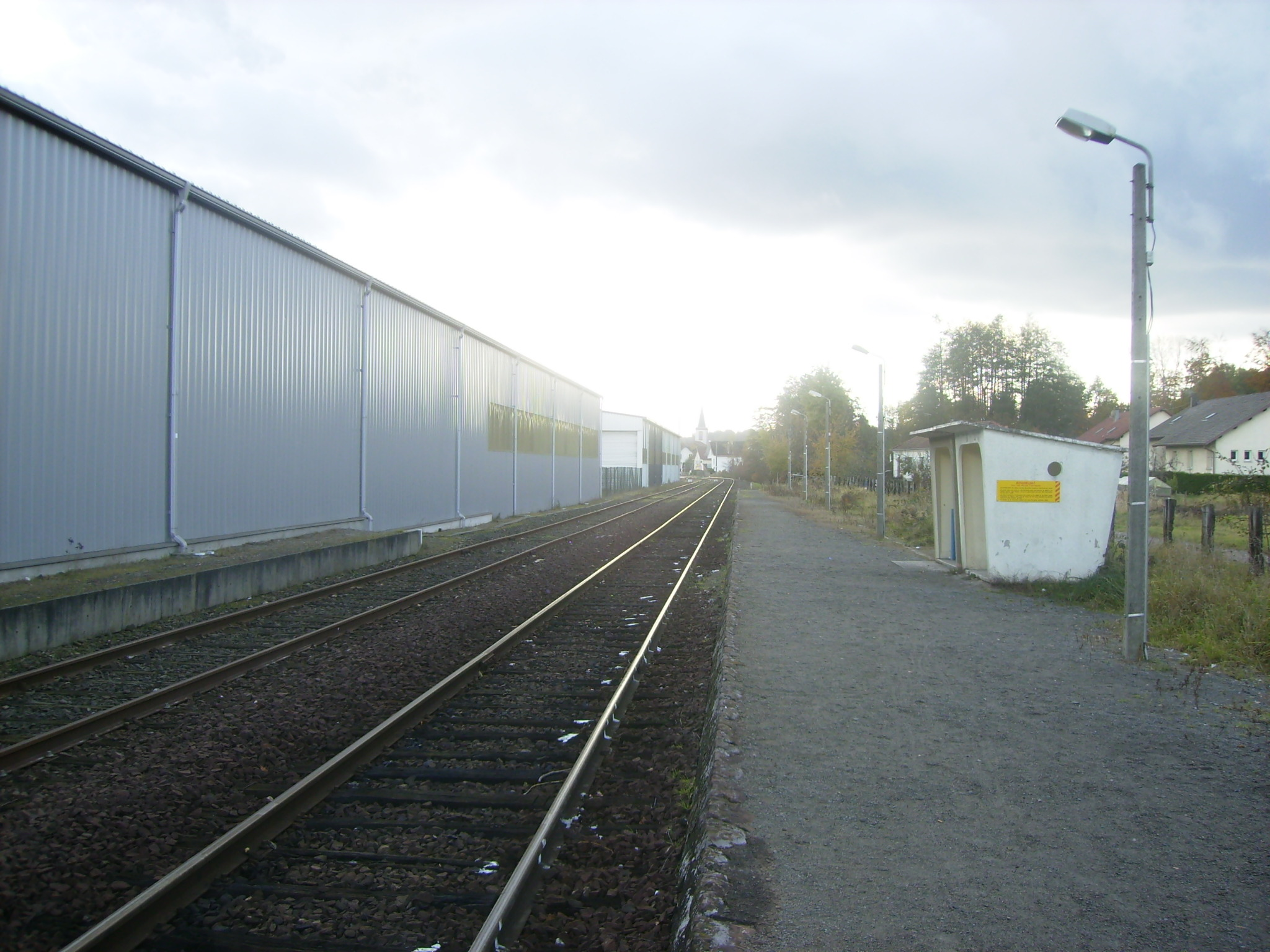
Direction Épinal, avant les travaux de simplification de 2020